# Marsturita
La marsturita és un mineral de la classe dels silicats, que pertany al grup de la rodonita. Rep el nom en honor de la nord-americana Marion Butler Stuart (1921-2000) col·leccionista de minerals amater i benefactora de projectes mineralògics.

## Característiques
La marsturita és un silicat de fórmula química NaCaMn₃Si₅O14(OH). Cristal·litza en el sistema triclínic. La seva duresa a l'escala de Mohs és 6. És un mineral isostructural amb la nambulita, i és l'anàleg amb sodi de la litiomarsturita.
Segons la classificació de Nickel-Strunz, la marsturita pertany a «09.DK - Inosilicats amb 5 cadenes senzilles periòdiques» juntament amb els següents minerals: babingtonita, litiomarsturita, manganbabingtonita, nambulita, natronambulita, rodonita, escandiobabingtonita, fowlerita, santaclaraïta, saneroïta, hellandita-(Y), tadzhikita-(Ce), mottanaita-(Ce), ciprianiïta i hellandita-(Ce).

## Formació i jaciments
Va ser descoberta a la mina Franklin, a la localitat homònima del districte miner de Franklin, al comtat de Sussex (Nova Jersey, Estats Units). També ha estat descrita a Itàlia, Rússia i el Japó. Als territoris de parla catalana ha estat descrita a la mina Joaquina Primera (Bellmunt del Priorat, Priorat).